# Danio meghalayensis
Danio meghalayensis är en fiskart som beskrevs av Nibedita Sen och Dey, 1985. Danio meghalayensis ingår i släktet Danio och familjen karpfiskar. Inga underarter finns listade i Catalogue of Life.